# زهير فهد الحارثي
زهير بن فهد بن جابر الحارثي هو عضو في مجلس الشورى السعودي منذ أن تم تعيينه بأمر ملكي في 3 ربيع الأول، 1438هـ الموافق لـ2 ديسمبر 2016م. ويمثل رئيس اللجنة الاعلامية وتنمية الموارد بجمعية الأطفال المعوقين، وهو عضو مجلس هيئة حقوق الإنسان، والناطق الرسمي لها.

## الحياة التعليمية
تخرج زهير الحارثي من جامعة الملك عبد العزيز بجدة ببكالوريوس في الأنظمة. ثم انتقل إلى بريطانيا ليدرس الماجستير في القانون بجامعة برونيل، وأكمل دراسته للدكتوراه في القانون بجامعة كنت، بريطانيا.

## الحياة المهنية
- عضو مجلس الشورى — الدورة السابعة— من تاريخ 3/3/1438هـ[2]
- عضو مجلس الشورى – مجلس الشورى - 3/3/1430هـ، حتى الآن
- عضو مجلس هيئة حقوق الإنسان، والناطق الرسمي لها – هيئة حقوق الإنسان – اعتباراً من 1/1428هـ
- عضو هيئة التحقيق والادعاء العام – هيئة التحقيق والادعاء العام – اعتباراً من 1414هـ

## عضويات المجالس واللجان
- رئيس لجنة الشؤون الخارجية بمجلس الشورى حالياً[2]
- عضو مجلس إدارة جمعية الأطفال المعوقين
- رئيس اللجنة الاعلامية وتنمية الموارد بجمعية الأطفال المعوقين
- عضو اللجنة العليا لوقف مكة
- عضو مجلس إدارة الجمعية السعودية الخيرية للأمراض الوراثية
- له مشاركات تلفزيونية في التحليل السياسي والحقوقي في النشرات الإخبارية والبرامج الفضائية
- نشرت له مقالات فكرية وسياسية في العديد من الصحف العربية والمحلية
- يكتب حاليا مقالا أسبوعيا في جريدة الرياض
- شارك بدراسة حول أزمة الإعلام العربي على هامش اجتماعات وزراء الإعلام العرب عام 2000م
- له أوراق عمل، فكرية حول العولمة وصراع الحضارات ودور مؤسسات المجتمع المدني، وسياسية حول إيران واليمن وافرازات الربيع العربي

## الندوات والمؤتمرات
- شارك ضمن الوفد السعودي الزائر لجمهورية مصر العربية للإطلاع على نظام النيابة العامة عام 1997م[2]
- شارك ضمن الوفد السعودي المشارك في مؤتمر التحكيم بمحكمة العدل الدولية بلاهاي عام 2001م، برئاسة مستشار خادم الحرمين الشريفين
- شارك بورقة عمل في ندوة التطرف والإرهاب التي عقدت في لندن في نوفمبر 2005م
- شارك ضمن برنامج الزائر الدولي الذي تنظمه وزارة الخارجية الأمريكية عام 2007م
- شارك في مؤتمر العدالة والسلام في ألمانيا عام 2007م، بورقة عمل؛ وترأس الوفد السعودي المشارك في المؤتمر
- حضور مؤتمرات في الدراسات السياسية وحقوق الإنسان والتي عقدت في كل من جامعة أكسفورد – جامعة بيركلي – جامعة هارفارد – جامعة كنت- جامعة لندن؛ أعوام 1997م، 2000م، 2007م
- شارك ضمن وفد مجلس الشورى برئاسة رئيس المجلس في زيارتة إلى بريطانيا بناء على الدعوة الموجهة من رئيس مجلس العموم ورئيسة مجلس اللوردات خلال الفترة 3-8 مارس 2013م
- شارك ضمن وفد مجلس الشورى في حوار بعثة العلاقات مع شبه الجزيرة العربية في البرلمان الأوربي الذي عقد في العاصمة البلجيكية بروكسل خلال الفترة 28-29 مايو 2013م
- شارك عضواً ضمن الوفد المرافق لسمو ولي العهد نائب رئيس مجلس الوزراء وزير الدفاع في زيارته الرسمية لكل من باكستان واليابان والهند والمالديف اعتباراً من 15 فبراير 2014م
- شارك ضمن وفد مجلس الشورى الزائر لإيطاليا من تاريخ 7-10 نوفمبر 2016م.

## المؤلفات والبحوث
- عضو جمعية المعاقين بالمملكة[2]
- عضو الجمعية السعودية الخيرية للأمراض الوراثية
- له مشاركات تلفزيونية في التحليل السياسي والحقوقي في النشرات الإخبارية والبرامج الفضائية
- له مقالات فكرية وسياسية وثقافية في الصحف العربية والمحلية
- شارك بدراسة حول أزمة الإعلام العربي على هامش اجتماعات وزراء الإعلام العرب عام 2000م
- له أوراق عمل حول افرازات العولمة ودور مؤسسات المجتمع المدني
- له العديد من الدراسات والأبحاث والمقالات. وله مساهمات متنوعة في وسائل الإعلام المختلفة

## وصلات خارجية
- موقع مجلس الشورى السعودي الرسمي.
- معرض صور مجلس الشورى السعودي.